# Диан Дюкре
Диан Дюкре (на френски: Diane Ducret) е френско-белгийска журналистка, историчка, философка и писателка (авторка на бестселъри в жанра историческа документалистика.

## Биография и творчество
Диан Дюкре е родена на 17 ноември 1982 г. в Андерлехт, Белгия. Детството си прекарва в Северна Испания, в Страната на баските. Учи в Лицея „Молиер“ за подготовка на учители в Париж и после в Рим. Завършва с магистърска степен по история на философията в Сорбоната и прави следдипломна квалификация за творчеството на философа Франц Розенцвайг. Завършва с диплома по педагогика за учители по съвременна философия от Екол Нормал.
След дипломирането си работи като журналист за различни радио- и телевизионни станции и като редактор на документални филми за Франциа за „France 3“. Участва в работата на документалната поредица „Корени и крила“. През 2009 г. води предаването „Форум на историята“ за „History Channel“.
Първата ѝ книга „Жените на диктаторите“ е издадена през 2011 г. Тя става бестселър и е преведена на над 20 езика по света. В нея разказва историята на съпругите и любовниците на Бенито Мусолини, Ленин, Сталин, Антонио Салазар, Жан-Бедел Бокаса, Мао Цзедун, Николае Чаушеску, Адолф Хитлер. През 2012 г. публикува продължение на книгата, в която разказва съдбата на спътничките на Фидел Кастро, Саддам Хюсеин, Хомейни, Слободан Милошевич, Ким Чен Ир и Осама бин Ладен.
През 2014 г. е издадена книгата ѝ „Забранената плът“, която става бестселър.
Книгата ѝ „Lady Scarface“ представя съдбата на гангстерски жени в американския подземен свят.

## Произведения
- Femmes de Dictateur (2011)
Жените на диктаторите, изд.: „Рива“, София (2013), прев. Гинка Асенова
- Femmes de Dictateur 2 (2012)
- Corpus Equi (2013)
- La Chair Interdite (2014)
Забранената плът, изд.: „Рива“, София (2017), прев.
- Les derniers jours des dictateurs (2014) – с колектив
- L’homme idéal existe: il est québécois (2015)
- Lady Scarface (2016)
- Les marraines du crime (2017)
- Les Indésirables (2017)